# Centrum Naukowo-Produkcyjne Elektrotechniki i Automatyki Górniczej EMAG
Centrum Naukowo–Produkcyjne Elektrotechniki i Automatyki Górniczej EMAG powstało pierwszego stycznia 1976 (zgodnie z Zarządzeniem nr 59 Ministerstwa Górnictwa i Energetyki z 30 grudnia 1975) z Zakładów Konstrukcyjno-Mechanizacyjnych Przemysłu Węglowego, do których wcielono piony automatyki Głównego Instytutu Górnictwa (GIG) i Głównego Biura Studiów i Projektów Przeróbki Węgla SEPARATOR. Jednocześnie w ramach Centrum powstał Ośrodek Badawczo Rozwojowy Systemów Mechanizacji Elektrotechniki i Automatyki Górniczej SMEAG (zgodnie z § 11 Zarządzenia nr 60 Ministerstwa Górnictwa i Energetyki z 30 grudnia 1975), posiadający osobowość prawną, również z siedzibą w Katowicach.
W marcu 1982 roku połączono obydwie instytucje w jedną organizację z wydzielonym Pionem Naukowo-Badawczym, która zachowała nazwę Centrum Naukowo–Produkcyjne Elektrotechniki i Automatyki Górniczej EMAG (zgodnie z Zarządzeniem nr 17 Ministerstwa Górnictwa i Energetyki z 22 lutego 1982).
Pierwszego kwietnia 1985 roku Centrum Naukowo–Produkcyjne Elektrotechniki i Automatyki Górniczej EMAG przekształcono w Gwarectwo Automatyzacji Górnictwa EMAG z wyodrębnionym Pionem Naukowo-Badawczym (zgodnie z Zarządzeniem nr 3/Org Ministerstwa Górnictwa i Energetyki z 12 marca 1985), a w grudniu 1986 roku Pion Naukowo-Badawczy przekształcono w Ośrodek Badawczy Elektrotechniki i Automatyki Górniczej OBA (zgodnie z zarządzeniem naczelnego dyrektora Gwarectwa EMAG nr 25 z 23 grudnia 1986). Ośrodek Badawczy Elektrotechniki i Automatyki Górniczej OBA nie posiadał osobowości prawnej.
W 1989 roku Gwarectwo Automatyzacji Górnictwa EMAG połączono z Gwarectwem Mechanizacji Górnictwa POLMAG tworząc Przedsiębiorstwo Mechanizacji, Automatyki i Elektroniki Górniczej POLMAG-EMAG z siedzibą w Katowicach, zachowując w jego strukturze Ośrodek Badawczy Elektrotechniki i Automatyki Górniczej OBA.
Pierwszego kwietnia 1990 roku Ośrodek Badawczy Elektrotechniki i Automatyki Górniczej OBA przekształcono w, posiadający osobowość prawną, Ośrodek Badawczo-Rozwojowy Elektrotechniki i Automatyki Górniczej EMAG z siedzibą w Katowicach przy ulicy Leopolda 31 (zgodnie z Zarządzeniem nr 83/Org/90 Ministerstwa Przemysłu z 26 marca 1990). W 1992 roku Ośrodek Badawczo-Rozwojowy Elektrotechniki i Automatyki Górniczej EMAG przekształcono w Centrum Elektryfikacji i Automatyzacji Górnictwa EMAG.

## Struktura
Struktura organizacyjna Centrum Naukowo-Produkcyjnego Elektrotechniki i Automatyki Górniczej EMAG przetrwała, jeśli pominąć wchłonięcie OBR SMEAG i zmianę nazwy, w niezmienionej w zasadzie formie do 1989 roku, to znaczy do połączenia z Gwarectwem POLMAG. Zatrudnienie utrzymywało się na stałym poziomie i wynosiło przeszło 7600 pracowników, w tym przeszło 600 w zapleczu naukowa-badawczym (początkowo w OBR SMEAG, potem w Pionie Naukowo-Badawczym, a w końcu w Ośrodku Naukowo-Badawczym Elektrotechniki i Automatyki Górniczej OBA).
Centrum Naukowo-Produkcyjnego Elektrotechniki i Automatyki Górniczej EMAG tworzyły, w początkowym okresie działalności, następujące instytucje:
- Zarząd Centrum z siedzibą w Katowicach przy ul. Armii Czerwonej 83a (obecnie al. W. Korfantego 83a)
- Ośrodek Badawczo-Rozwojowy Systemów Mechanizacji Elektrotechniki i Automatyki Górniczej SMEAG z siedzibą w Katowicach przy ul. Leopolda 31 {od marca 1982 Pion Naukowo-Badawczy, a od grudnia 1986 Ośrodek Badawczy Elektrotechniki i Automatyki Górniczej (OBA)}
- Zakład Elektroniki Górniczej ZEG z siedzibą w Tychach przy ul. Świerczewskiego 3 (obecnie ul. Księdza Biskupa Juliusza Burschego 3)
- Zakład Telemechaniki Górniczej ELEKTROMETAL z siedzibą w Cieszynie przy ul. Stawowej 71
- Zakład Elektrotechniki Górniczej ZGE z siedzibą w Czeladzi przy ul. Nowopogońskiej 227
- Zakład Remontowo-Produkcyjny Maszyn Elektrycznych DAMEL z siedzibą w Dąbrowie Górniczej przy ul. Armii Czerwonej 20
- Zakład Kompletacji i Montażu Systemów Automatyki CARBOAUTOMATYKA z siedzibą w Tychach przy ul. Budowlanych 168
- Fabrykę Sprzętu Ratunkowego i Lamp Górniczych FASER z siedzibą w Tarnowskich Górach przy ul. Nakielskiej 42/44

## Struktura zaplecza naukowo-badawczego i rozwojowego
Od 1 stycznia 1976 do 31 marca 1982 roku zapleczem naukowo-badawczym i rozwojowym Centrum Naukowo-Produkcyjnego Elektrotechniki i Automatyki Górniczej EMAG był Ośrodek Badawczo-Rozwojowy Elektrotechniki i Automatyki Górniczej SMEAG.
Po jego likwidacji, od 1 kwietnia 1982 roku, struktura zaplecza naukowo-badawczego i rozwojowego obejmowała:
- do roku 1991 (Pion Naukowo-Badawczy, Ośrodek Badawczy Elektrotechniki i Automatyki Górniczej OBA) Zakłady Naukowo-Badawcze
Zakład Maszyn i Urządzeń Elektrycznych (ZB-1)
Zakład Energoelektroniki i Transportu Kopalnianego (ZB-2)
Zakład Sieci Elektrycznych i Oświetlenia Kopalń (ZB-3)
Zakład Automatyzacji Urządzeń Dołowych (ZB-4)
Zakład Automatyzacji Urządzeń Powierzchniowych i Przeróbczych (ZB-5)
Zakład Systemów Bezpieczeństwa i Sterowania Wentylacją (ZB-6)
Zakład Systemów Dyspozytorskich (ZB-7)
Zakład Łączności i Telemetrii (ZB-8)
- po roku 1992 (Ośrodek Badawczo-Rozwojowy Elektrotechniki i Automatyki Górniczej EMAG) Zakłady Naukowo-Badawcze
Zakład Elektroenergetyki (ZB-1)
Zakład Energoelektroniki (ZB-2)
Zakład Łączności i Telemetrii (ZB-3)
Zakład Automatyzacji Urządzeń Dołowych (ZB-4)
Zakład Automatyzacji Urządzeń Powierzchniowych i Przeróbczych (ZB-5)
Zakład Systemów Bezpieczeństwa i Sterowania Wentylacją (ZB-6)
Zakład Systemów Dyspozytorskich (ZB-7)

## Działalność naukowo-badawcza i rozwojowa
Ogromny postęp w zakresie mechanizacji procesów wydobywczych, jaki miał miejsce pod koniec lat 60. i w pierwszej połowie lat 70. XX wieku, głównie za sprawą Zakładów Konstrukcyjno-Mechanizacyjnych Przemysłu Węglowego, stworzył warunki do podjęcia prac nad układami i systemami automatyzacji i sterowania tych procesów. Rozpoczęto realizację programu, którego celem było opracowanie kompleksowego systemu sterowania procesem wydobywczym obejmującym automatyczne sterowanie:
- maszyn urabiających i zmechanizowanych obudów ścianowych,
- odstawy ścianowej, podścianowej i oddziałowej,
- oddziałowych punktów załadunku wagonów,
- transportu i rozładunku wagonów na podszybiu,
- ciągnienia urobku szybami.

Wiodącą rolę w tych pracach odegrał Zakład Automatyzacji Urządzeń Dołowych ZB-4 oraz, w zakresie odstawy i transportu, Zakład Energoelektroniki i Transportu Kopalnianego ZB-2.
Dla zapewnienia warunków ciągłej pracy zautomatyzowanych kompleksów wydobywczo-transportowych niezbędne było zapewnienie niezawodnego zasilania. W tym zakresie pracowano nad:
- aparaturą i urządzeniami zasilającymi oraz łączeniowo-sterującymi i zabezpieczającymi na napięcie 500 i 1000V,
- kablami i przewodami oponowymi oraz metodami ich regeneracji,
- specjalistycznymi silnikami elektrycznymi do napędu górniczych maszyn dołowych,
- urządzeniami i systemami energoelektronicznymi,
- oświetleniem wyrobisk górniczych.

Wiodącą rolę w tych pracach odegrały: Zakład Maszyn i Urządzeń Elektrycznych ZB-1, Zakład Energoelektroniki i Transportu Kopalnianego ZB-2 i Zakład Sieci Elektrycznych i Oświetlenia Kopalń ZB-3.
Skuteczny nadzór nad przebiegiem procesu produkcyjnego i stanem bezpieczeństwa kopalni wymagał sprawnego systemu dyspozytorskiego wspomagającego pracę dyspozytorów głównych, metanometrycznych oraz służby działów do spraw tąpań. Wiodącą rolę w zakresie tych zagadnień odegrał Zakład Systemów Dyspozytorskich (ZB-7), który kontynuował prace rozpoczęte w Zakładzie Systemów Sterowania (BS-3).
Prace realizowano w ramach początkowo projektów węzłowych, a następnie centralnych programów badawczo-rozwojowych.
W Ośrodku Badawczo-Rozwojowym Systemów Mechanizacji Elektrotechniki i Automatyki Górniczej SMEAG realizowano w latach 1976-1980 Problem Węzłowy 1.05 „Automatyzacja i sterowanie procesami technologicznymi w zakładach górniczych”, którego celem było stworzenie kompleksowego systemu sterowania procesem wydobywczym.
W roku 1981 rozpoczęto realizację Problemu Węzłowy 1.05 „Systemy i środki automatyzacji procesów produkcyjnych w kopalniach”. Prace te, po likwidacji Ośrodka Badawczo-Rozwojowego Systemów Mechanizacji Elektrotechniki i Automatyki Górniczej SMEAG, kontynuowano od kwietnia 1982 roku w Pionie Naukowo-Badawczym.
W latach 1986–1990 realizowano Centralny Program Badawczo-Rozwojowy 1.2 „Urządzenia elektrotechniki i automatyka dla górnictwa węgla kamiennego”.

## Osiągnięcia
W zakresie nadzoru nad przebiegiem procesu produkcyjnego i stanu bezpieczeństwa kopalni wynikiem prowadzonych prac był system dyspozytorski MSD-80, opracowany w latach 1978-1983 i wdrażany w kopalniach w latach 1980-1987. System tworzyły autonomiczne moduły przeznaczone do kontroli procesów jednostkowych, wyodrębnionych z procesu technologicznego kopalni głębinowej węgla kamiennego. Bazą sprzętową modułów był PRS-4, produkowana seryjnie zmodernizowana wersja minikomputera MKJ-28/SMC-3, zgodna logicznie z minikomputerami HP2100 firmy Hewlett-Packard.
Spośród wszystkich opracowanych modułów największe rozpowszechnienie znalazły:
- CMC1/2 przeznaczony do zabezpieczenia metanometrycznego,
- HADES przeznaczony do kontroli produkcji i wybranych parametrów bezpieczeństwa,
- SAK przeznaczony do oceny zagrożeń tąpaniami,
- SYLOK przeznaczony do lokalizacji wstrząsów.

W istniejących wtedy 70 kopalniach węgla kamiennego zastosowano przeszło 80 modułów systemu MSD-80, a blisko 30 wyeksportowano za granicę, głównie do Chin. W połowie lat 80. XX stulecia sprzedano do Chin także licencję na produkcję modułów SAK i SYLOK.
Opracowanie systemu MSD-80 zrewolucjonizowało wyposażenie dyspozytorni kopalnianych, nigdy wcześniej ani później nie wprowadzono informatyki do przemysłu na taką skalę. Za największe osiągnięcia uznać należy:
- pierwsze w Polsce, a prawdopodobnie także w świecie zastosowanie minikomputera w systemie metanometrycznym CMC1/2 (1978 kopalnia WESOŁA) nagrodzone przyznaniem Nagrody Państwowej,
- pierwsze w Polsce zastosowanie minikomputera do automatycznej lokalizacji wstrząsów sejsmicznych SYLOK (1983 kopalnia SZOMBIERKI).

W drugiej połowie lat 80. XX wieku wprowadzono nową generacją urządzeń:
- HADES-a zastąpił mikroHADES,
- SAK-a zastąpił ARES,
- SYLOK-a zastąpił ARAMIS,

oraz dynamiczną tablicę synoptyczną DTS-1 i przenośną aparaturę sejsmiczną PASAT.